# Тьефран
Тьефра́н (фр. Thieffrans) — коммуна во Франции, находится в регионе Франш-Конте. Департамент — Верхняя Сона. Входит в состав кантона Монбозон. Округ коммуны — Везуль.
Код INSEE коммуны — 70500.

## География
Коммуна расположена приблизительно в 330 км к юго-востоку от Парижа, в 37 км северо-восточнее Безансона, в 19 км к юго-востоку от Везуля.
Вдоль южной границы коммуны протекает река Оньон. Север коммуны занят лесами.

## Население
Население коммуны на 2010 год составляло 177 человек.
| 1962 | 1968 | 1975 | 1982 | 1990 | 1999 | 2010 |
| ---- | ---- | ---- | ---- | ---- | ---- | ---- |
| 185  | 187  | 158  | 166  | 172  | 179  | 177  |

## Администрация
| Период | Период | Фамилия          | Партия | Примечания |
| ------ | ------ | ---------------- | ------ | ---------- |
| 1995   | 2001   | Жан Муйе         |        |            |
| 2001   | 2014   | Жан-Франсуа Муйе |        |            |

## Экономика
В 2010 году среди 116 человек трудоспособного возраста (15—64 лет) 84 были экономически активными, 32 — неактивными (показатель активности — 72,4 %, в 1999 году было 71,8 %). Из 84 активных жителей работали 75 человек (42 мужчины и 33 женщины), безработных было 9 (5 мужчин и 4 женщины). Среди 32 неактивных 9 человек были учениками или студентами, 16 — пенсионерами, 7 были неактивными по другим причинам.

## Фотогалерея

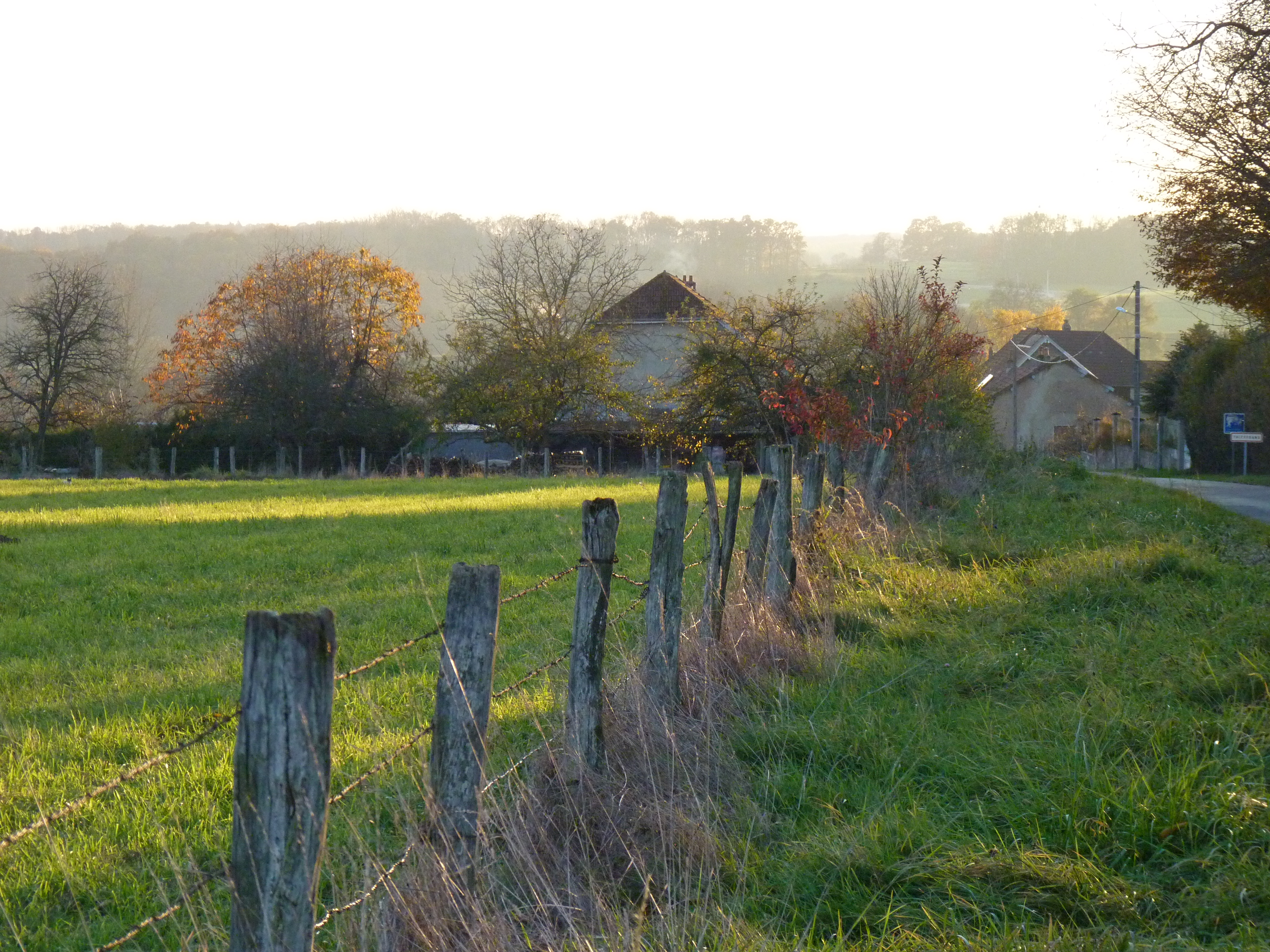
Тьефран
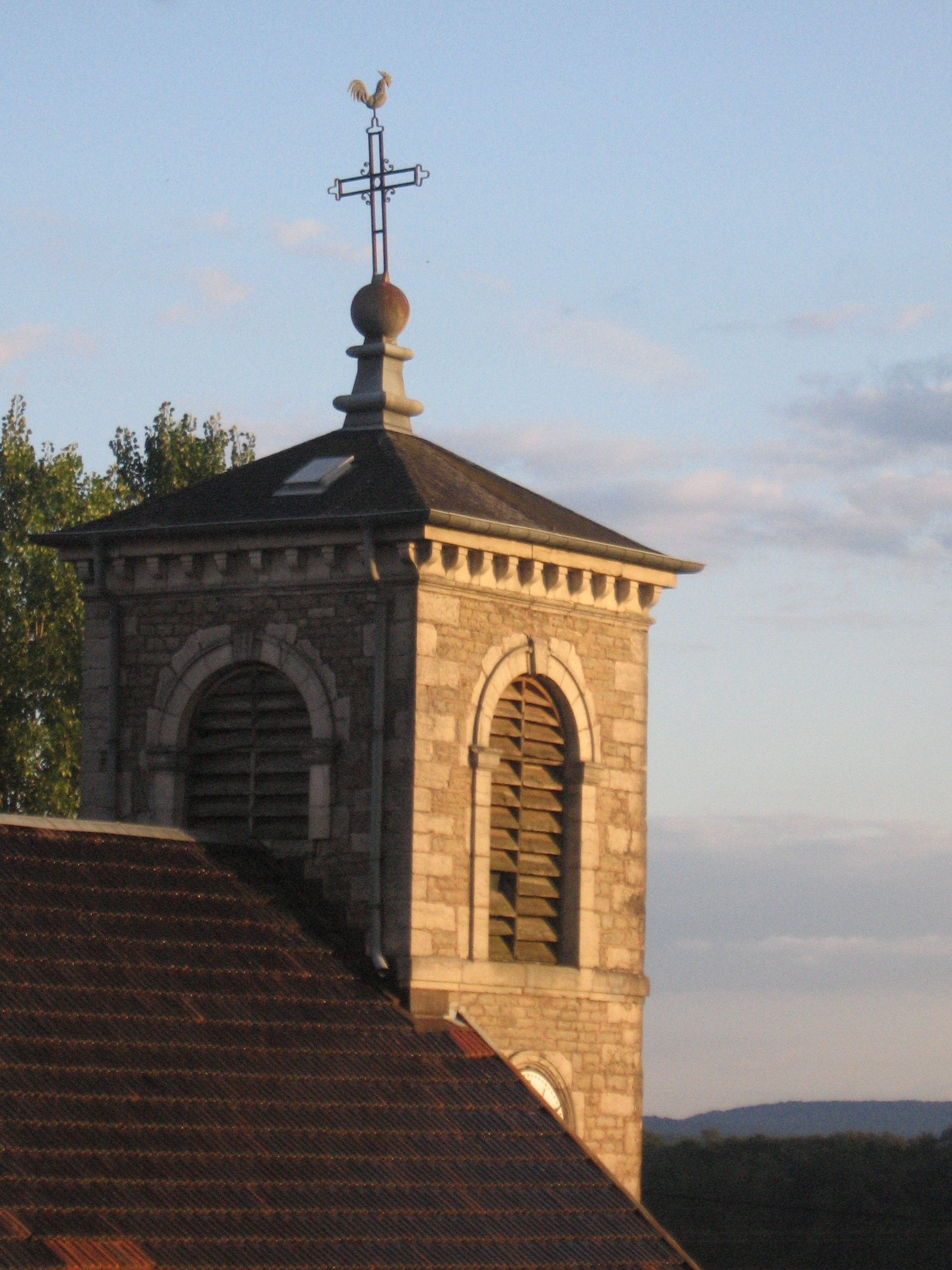
Колокольня церкви
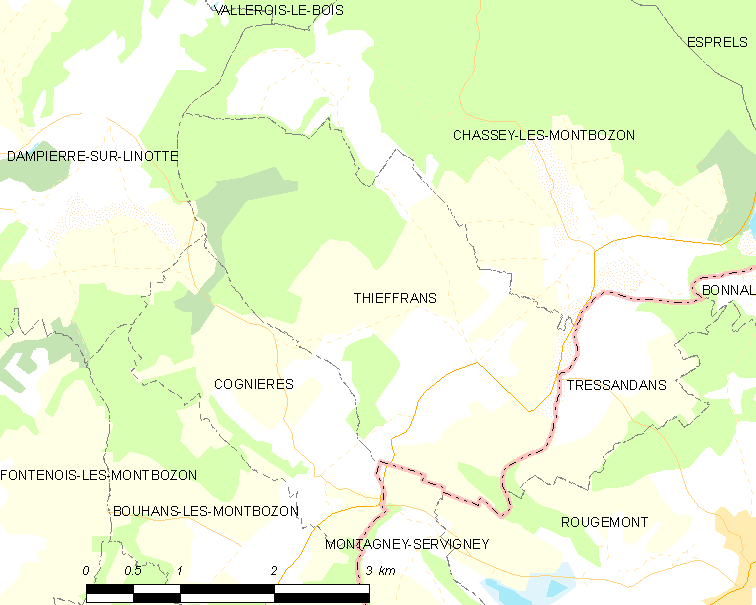
Карта коммуны